# Meredith Deane
Meredith Deane (Nueva York, 9 de agosto de 1989) es una exactriz estadounidense. Se dio a conocer gracias a su papel como Zoe Manning en la serie de televisión Once and Again (1999-2002).

## Biografía y carrera
Meredith Deane nació el 9 de agosto de 1989 en Nueva York. Su primer papel fue a los diez años como Gina en la película de comedia Giving It Up. También en 1999, fue elegida para interpretar a Zoe, la hija de diez años de Elizabeth "Lily" Manning (Sela Ward), en la serie dramática Once and Again. Interpretó este papel desde 1999 hasta el final de la serie en 2002, y no sólo le trajo mayor fama, sino que su papel también le valió un Premio Young Artist en 2001 en la categoría Elenco Destacado en una Serie de Televisión, junto a Evan Rachel Wood y Julia Whelan. En el año 2000, tuvo un pequeño papel secundario como una versión joven de Lily Cummings (Elizabeth Perkins) en el drama cinematográfico 28 Days. Luego se tomó un descanso de la actuación para centrarse en sus estudios. Primero asistió a la Escuela Dalton en el Upper East Side de Nueva York, donde se graduó en 2007. Su última aparición fue en 2006, cuando realizó un papel especial en la popular serie policial Law & Order. Después de graduarse, fue estudiante de primer año en la Universidad de Boston, y luego se fue a la Universidad del Sur de California en Los Ángeles, California.

## Filmografía
- Giving It Up (1999) ... Gina
- Once and Again (1999-2002) ... Zoe Manning (serie de televisión, 60 episodios)
- 28 Days (2000) ... Joven Lily Cummings
- Law & Order (2006) ... Aparición especial (papel desconocido; serie de televisión, episodio 17x06)
- War-Torn (2009) ... Papel desconocido (cortometraje)